# Röda kvarn, Kristianstad
Röda Kvarn var en biograf i Kristianstad som invigdes 12 mars 1920. Salongen rymde 500 platser i två våningar. Det mest originella med biografen var dess innertak av trä, bemålat med ornament i en närmast nationalromantisk stil. Målningar gjorde högst sannolikt av konstnären Adolf Percy. Två bastanta granitpelare mötte dessutom publiken vid entrén.
Röda Kvarn upphörde som biograf i mitten av 1990-talet och byggdes om till lokal för apoteket Svanen 1996. Taket bevarades dock och gick fortfarande att beskåda. En brand 6 mars 2005 totalförstörde dock fastigheten (och även halva kvarteret Erik Dahlberg och taket gick förlorat.